# Mario Jareb
Mario Jareb (Zagreb, 29. ožujka 1969.), hrvatski je povjesničar.

## Životopis
Mario Jareb rođen je 1969. godine u Zagrebu. U Zagrebu je završio osnovnu i srednju školu. Diplomirao je povijest i arheologiju na Filozofskom fakultetu u Zagrebu 1994. godine. Magistrirao je iste godine na Srednjoeuropskom sveučilištu u Budimpešti (diploma nostrificirana 1998. godine). Od listopada 1994. godine do srpnja 1995. godine boravio je u Hrvatskoj vojsci. Doktorirao je 28. svibnja 2003. godine s tezom Razvoj i djelovanje Ustaškog pokreta od nastanka do travnja 1941. godine. 

## Znanstvena karijera
Od 1995. godine zaposlen je na Hrvatskom institutu za povijest, istražuje povijest Ustaško-domobranskog pokreta i Nezavisne Države Hrvatske. Od rujna 2001. do svibnja 2002. godine boravio je kao Fulbrightov stipendist na Ruskom i istočnoeuropskom institutu (Russian and East European Institute –  REEI) Sveučilišta Indiana (Indiana University) u gradu Bloomingtonu, Indiana, SAD. Od 2003. do 2006. godine predavao je na Hrvatskim studijima Sveučilišta u Zagrebu izborni kolegij pod naslovom "Ustaško-domobranski pokret – Radikalni projekt u hrvatskoj politici". Od jeseni 2004. godine povremeno surađuje u Hrvatskoj enciklopediji Leksikografskog zavoda Miroslav Krleža. 
Član je Matice hrvatske i Hrvatskog nacionalnog odbora za povijesne znanosti, u kojem djeluje i kao moderator sekcije "Mediji i oblikovanje javnog mnijenja". 
Objavio veći broj znanstvenih i stručnih članaka, uglavnom o povijesti Ustaško-domobranskog pokreta i Nezavisne Države Hrvatske, te više knjiga na istu temu. Bavi se i poviješću športa.

## Djela
- Ustaško-domobranski pokret od nastanka do travnja 1941., Zagreb, Hrvatski institut za povijest i Školska knjiga, 2006. (2. izd, Školska knjiga, Zagreb 2007.)
- Multiperspektivnost ili relativiziranje?: dodatak udžbenicima za najnoviju povijest i istina o Domovinskom ratu, Hrvatski institut za povijest, Podružnica za povijest Slavonije, Srijema i Baranje, Slavonski Brod, 2008. (suautori: Robert Skenderović i Mato Artuković).[2]
- Hrvatski nacionalni simboli, Zagreb, Alfa d.d. - Hrvatski institut za povijest, 2010.
- Politički plakat u NDH - Political Poster in the Independent State of Croatia (1941 - 1945), Despot Infinitus d.o.o., Zagreb, 2015. (suautor Stjepan Bekavac)
- Mediji i promidžba u Nezavisnoj Državi Hrvatskoj, Hrvatski institut za povijest, Zagreb, 2016.
- Jadovno i Šaranova jama – Kontroverze i manipulacije, Hrvatski institut za povijest, Zagreb, 2017. (suautori: Vladimir Geiger i Davor Kovačić)[3]
- Kralj Tomislav kroz tisuć godina: kralj Tomislav između stvarnosti i mita te proslava tisućite obljetnice Hrvatskoga Kraljevstva 1925. godine i njezini odjeci do danas, Despot infinitus - Hrvatski institut za povijest, Zagreb, 2017.[4]
- Sovjetski zločin u Katynskoj šumi: uloga doktora Eduarda Luke Miloslavića, AGM - Hrvatski institut za povijest, Zagreb, 2019.

## Nagrade
- 2022.: Nagrada Ljubica Štefan., za istraživačko-povijesni rad.[5]

## Kontroverze i kritike
Izjavu Marija Jareba u jutarnjem programu HRT-a 9. veljače 2022. koja je dana kao reakcija na tvrdnje političkih elita u Srbiji o zajedničkoj tradiciji dubrovačke književnosti neki su komentatori ocijenili neprimjerenom ili skandaloznom. Tom je prilikom Jareb izjavio: „Dubrovnik je uvijek bio i jest meta tih velikosrpskih prisezanja. I dubrovačka književnost kao jedan od najvećih dosega hrvatske kulture, s obzirom da u to doba Srbi imaju eventualno neke gusle, rakiju i prasetinu. Nemaju ništa sličnoga što bi ih svrstalo među druge europske narode i onda vole uzimati dubrovačku književnost i dubrovačku kulturu općenito. Ali kad zatreba, onda prema svemu tome idu topovima i tenkovima, vidjeli smo to u Domovinskom ratu. To im treba da se svrstaju u taj neki europski kulturni zemljovid”.

## Vanjske poveznice
- Intervju u Glasu Koncila, 21 (1770), 25. svibnja 2008.
- Tribina: Nasljeđe totalitarnih sustava  Arhivirana inačica izvorne stranice od 26. siječnja 2013. (Wayback Machine) (moderator: dr. sc. Mario Jareb)
- Jareb, Mario. How the West Was Won – Jugoslavenska izbjeglička vlada i legenda o Draži Mihailoviću // ČSP, br. 3., (2007.), str. 1039. – 1056., (Hrčak)